# Andrej Andrejevics Markov (matematikus, 1856–1922)
Andrej Andrejevics Markov id. (oroszul: Андрей Андреевич Марков) (Rjazany, 1856. június 14. – Szentpétervár, 1922. július 20. ) szovjet-orosz matematikus.

## Életpálya
Egyetemi tanulmányait Szentpéterváron végezte. Tanulmányait befejezve az egyetemen tanított. 1893-ban professzori címet szerzett. 1908-ban politikai okok miatt eltiltották az oktatástól. Az 1917-es októberi orosz forradalom idején egy középiskolában tanított, majd visszatért az egyetemre.

## Kutatási területei
A matematika számos területén, így a számelméletben és analízisben is dolgozott, de legfontosabb eredményeit a valószínűségszámítás területén érte el. Bebizonyította a centrális határeloszlástételt. 1906-ban bevezette a Markov-láncok fogalmát, amely alapvető jelentőségre tett szert a sztochasztikus folyamatok elméletében. Számos további fogalom és tétel fűződik a nevéhez, így a Markov-szám, Markov-sorozat.

## Szakmai sikerek
1890-ben az Orosz Tudományos Akadémia rendkívüli, majd 1896-ban rendes tagjává választották.